# Bodo Lampe

Bodo Lampe, 2007

Bodo Lampe (* 18. November 1955 in Minden, Westfalen) ist ein deutscher Physiker und Schriftsteller.

## Leben und Arbeit
Bodo Lampe studierte Mathematik, Physik und Philosophie in Berlin, Göttingen und Hamburg. Er wurde 1984 mit einer Arbeit über Quantenchromodynamik und Gluonjets promoviert und habilitierte sich 1989 (jeweils in Hamburg). Von 1989 bis 1991 arbeitete er am CERN in Genf und später am Max-Planck-Institut für Physik in München. Seine Forschungsgebiete waren der Spin des Protons und die Physik des Top-Quarks.
Seit den 1990er Jahren beschäftigt sich Bodo Lampe mit dem Tetronmodell der Elementarteilchenphysik, dem eine Ordnungsstruktur für Quarks und Leptonen zugrunde liegt und aus dem sich u. a. das Verhältnis von gewöhnlicher und dunkler Materie im Kosmos ableiten lässt. In diesem Zusammenhang hat er sich zu einem Gegner der populären Stringtheorien entwickelt und ist zu der Schlussfolgerung gelangt, dass der Raum bei sehr kleinen Abständen ein Gitter ist. Jedoch stehen experimentelle Bestätigungen dieser Annahmen nach wie vor aus. Konkrete Experimente für die Überprüfung dieser Konstrukte wurden bisher nicht vorgeschlagen.

## Hinwendung zur Literatur
Neben seinen physikalischen Arbeiten schreibt Bodo Lampe experimentelle Romane, in denen er vielfältige Verfremdungseffekte im Stil von James Joyce verwendet. Seine wichtigsten Werke sind:
- Sternschanze, Roman, 2002, ISBN 978-3-8330-0489-6
- Gauss oder ein beträchtliches Maß an Aufklärung, Novelle, in: Schwere Last Hoffnung, 2003, ISBN 978-3-8330-1077-4
- Große Kreise, Roman, 2007, ISBN 978-3-8330-0509-1
- E Lite hohley, Roman, 2008, ISBN 978-3-8370-1393-1

Der Roman E Lite Hohley ist als Teil eines mehrbändigen Projektes angelegt, das den Titel Trojaner trägt.
Außerdem hat Bodo Lampe Gedichte und Theaterstücke geschrieben. Eine Auswahl:
- Das Verhör von Sewastopol, Schauspiel, 2004
- Die Liebenden von Politeia, Schauspiel, 2005
- Herr Cheng trägt keine Bommeln, Schauspiel, 2006